# Euphorbia drummondii
Euphorbia drummondii är en törelväxtart som beskrevs av Pierre Edmond Boissier. Euphorbia drummondii ingår i släktet törlar, och familjen törelväxter. Inga underarter finns listade i Catalogue of Life.